# Veronika Decides to Die
Veronika Decides to Die è un film del 2009 diretto da Emily Young e basato sull'omonimo romanzo di Paulo Coelho.
Il film è stato presentato il 16 maggio 2009 al Festival di Cannes, ma solo per le compagnie di distribuzione cinematografica e, successivamente, è stato proiettato al Sundance Film Festival.

## Trama
Ambientato a New York, il film racconta di Veronika Deklava, una donna di 28 anni che decide di metter fine alla sua vita, dopo aver vissuto per anni nella monotonia del mondo che la circonda. Tornata a casa si imbottisce di pillole e si abbandona al suo destino.
Si risveglia in una stanza, con dei medici intorno al suo letto. Scopre così di essere sopravvissuta al suicidio, ma viene a sapere anche che in seguito ad esso il suo sistema cardiaco si è indebolito, e la sosterrà ancora per poco tempo, forse una settimana. Durante questo breve periodo rimane in cura nell'istituto mentale villete, sotto la guida del Dottor Blake, dove conosce altri ospiti, tra cui la sua compagna di stanza Claire e Mari; soprattutto incontra Edward, che avrà nei pochi giorni che le restano da vivere un ruolo molto importante per quanto riguarda il raggiungimento della "consapevolezza della vita" di fronte alla "consapevolezza della morte".

## Produzione
Inizialmente per il ruolo della protagonista Veronika era stata presa in considerazione l'attrice Kate Bosworth, ma poi la parte è stata assegnata alla Gellar.

### Riprese
Il film è stato girato a New York dal 12 maggio al 21 giugno 2008. La storia è stata riadattata per essere ambientata a New York, al fine di evitare ulteriori spese di produzione per girare nel luogo originale del libro, Lubiana (Slovenia).

## Distribuzione
- Uscita in Brasile : 21 agosto 2009
- Uscita in Polonia : 9 ottobre 2009
- Uscita in Svezia : 30 ottobre 2009
- Uscita in Corea del Sud : 19 novembre 2009
- Uscita in Guyana : 26 gennaio 2010
- Uscita in Russia : 11 marzo 2010
- Uscita in Kazakhstan : 8 aprile 2010
- Uscita in Francia : 13 aprile 2010
- Uscita in Giappone : 23 aprile 2010
- Uscita in Lituania : 23 aprile 2010
- Uscita in Islanda : 25 aprile 2010
- Uscita in Danimarca : 27 aprile 2010
- Uscita in Lettonia : 6 giugno 2010
- Uscita in Argentina : 1º luglio 2010
- Uscita in Messico : 6 agosto 2010
- Uscita in Germania : 30 settembre 2010
- Uscita negli Stati Uniti : 20 gennaio 2015